# Junonia chorimene
Junonia chorimene är en fjärilsart som beskrevs av Guérin-meneville 1844. Junonia chorimene ingår i släktet Junonia och familjen praktfjärilar. Inga underarter finns listade i Catalogue of Life.